# Christmas on Death Row
Christmas on Death Row — сборник, выпущенный лейблом Death Row 5 декабря 1996 года. Альбом был продан тиражом в 200.000 экземпляров.

## Описание
Альбом был записан спустя несколько месяцев после ухода с лейбла Dr. Dre, который был основной движущей творческой силой на студии звукозаписи. Это сказалось на качестве альбома — оно снизилось, что, по мнению рецензента Allmusic Стивена Эрлевайна, привело к тому, что альбом не стал «замечательно безвкусным предосудительным удовольствием», каким бы мог стать. Вместо того, чтобы быть «грубым и заразным», альбом стал «медленным и предсказуемым». Эрлевайн положительно оценил только несколько треков, включая «Silver Bells» и «Santa Claus Goes to the Ghetto», назвав остальной материал «излишне тяжеловесным».
В декабре 2012 года журнал Rolling Stone включил «Christmas on Death Row» в список 25 лучших рождественских альбомов, поставив его на 17-е место.

## Список композиций
| №                   | Название                                  | Автор(ы)                                                     | Длительность |
| ------------------- | ----------------------------------------- | ------------------------------------------------------------ | ------------ |
| 1.                  | «Santa Claus Goes Straight to the Ghetto» | Bad Azz / Dat Nigga Daz / Tray Deee / Nate Dogg / Snoop Dogg | 5:50         |
| 2.                  | «The Christmas Song»                      | Danny Boy                                                    | 4:20         |
| 3.                  | «I Wish»                                  | Tha Dogg Pound                                               | 4:56         |
| 4.                  | «Silver Bells»                            | Michel'le                                                    | 3:29         |
| 5.                  | «Peaceful Christmas»                      | Danny Boy                                                    | 4:38         |
| 6.                  | «Christmas in the Ghetto»                 | Operation From The Bottom                                    | 4:02         |
| 7.                  | «Silent Night»                            | Bgoti / 6 Feet Deep / Six Feet Deep / Don Guess              | 5:49         |
| 8.                  | «Be Thankful»                             | Nate Dogg                                                    | 5:11         |
| 9.                  | «On This Glorious Day»                    | 816                                                          | 5:44         |
| 10.                 | «Frosty the Snowman»                      | Six Feet Deep                                                | 3:58         |
| 11.                 | «O Holy Night»                            | Bgoti                                                        | 4:42         |
| 12.                 | «Party 4 Da Homies»                       | Sean "Barney" Thomas                                         | 4:37         |
| 13.                 | «White Christmas»                         | Don Guess                                                    | 2:32         |
| 14.                 | «This Christmas»                          | Danny Boy                                                    | 3:57         |
| 15.                 | «Have Yourself a Merry Little Christmas»  | Six Feet Deep                                                | 3:24         |
| 16.                 | «Christmas Everyday»                      | Don Guess                                                    | 4:37         |
| Общая длительность: | Общая длительность:                       | Общая длительность:                                          | 1:11:46      |